# الدورة (البصرة)
الدُّورَة  هي قرية زراعية مطلة على غربيّ شط العرب في جنوب محافظة البصرة في جنوب العراق، وهي مركز لناحية البحار التابعة لقضاء الفاو، وفيها يميل مجرى النهر إلى الغرب ثم يلتف إلى الشرق وهذا الالتفاف هو سبب تسميتها الدورة، مساحتها 4000 دونم، كان اسمها الأول دورة الدواسر، وكانت أرضاً مهملة، فاشتراها وأصلحها عبد الله الإبراهيم قُبيل عام 1800م، وسُمّيت على اسم أسرته دورة بن إبراهيم، قال إبراهيم الحيدري المتوفى سنة 1882م في كتابه (عنوان المجد في بيان أحوال بغداد والبصرة ونجد) "وطول الدواسر تقابل طول المقاطيع الجنوبية السبعة جميعاً وأما ما وراء الدواسر فجزيرة الفداغية ونهران وحولهما بساتين كثيرة، ودورة بن إبراهيم، وهي عشرة أنهر كبار، حولها بساتين كبيرة وهي من توابع الدواسر"، كانت تنبت التمور والبرتقال، وكان يُصنع فيها الطابوق الأحمر، ثم انقطعت صناعته بعد حملة يوسف الإبراهيم على الكويت عام 1897م بسبب نفقات النقل إلى البصرة، تقع الدورة جنوب مدينة البصرة وبينهما 70 كيلومتراً. وقال هاشم السعدي في كتابه (جغرافية العراق الحديثة) المنشور سنة 1924 "الدورة:قرية صغيرة يقطنها شيخ مقاطعة الدورة وأتباعه الذي بنى هناك مدرسة فخمة جيدة".
شُمِلَتْ الدورة بقانون الإصلاح الزراعي الذي جعل الحد الأقصى للملك 533 دونماً، فوُزّعتْ من الدورة 143 دونماً، وسُجّل الباقي بالتعاقد مع إدارة الإصلاح الزراعي. وتُعدّ الدورة من أراضي الذنائب المستصلحة. ضعف نشاط القرية منذ السبعينات، وتركها أكثر أهلها.

## مشاهير
- يوسف الإبراهيم
- تقي الدين الهلالي

## وصلات خارجية
- دورة آل إبراهيم

‌